# Jorge José Massat
Jorge José Massat (Villa Ocampo, 9 de mayo de 1955-Mar del Plata, 9 de octubre de 2008) fue un político argentino del Partido Justicialista, que se desempeñó como senador nacional por la provincia de Santa Fe entre 1993 y 2001.

## Biografía
Nació en Villa Ocampo (departamento General Obligado, provincia de Santa Fe) en mayo de 1955. Comenzó a militar en política a los 13 años en la Juventud Peronista de su localidad natal.
En 1984 fue secretario del concejo deliberante de Villa Ocampo y entre 1985 y 1987 fue secretario de Acción Social del municipio. En las elecciones de 1987 fue elegido intendente de dicha localidad, siendo reelegido en 1991. Entre 1988 y 1993 presidió el foro de intendentes justicialistas de Santa Fe.
En junio de 1993 asumió como senador nacional por la provincia de Santa Fe, ocupando la banca vacante en las elecciones al Senado de 1992, con mandato hasta 2001. Fue vicepresidente segundo del bloque de senadores justicialistas y fue presidente de la comisión bicameral de Seguimiento de las Privatizaciones. También presidió la comisión de la Inversión; fue secretario de la comisión de Asuntos Administrativos y Municipales; y vocal en las comisiones de Combustibles; de apoyo a las Obras del Río Bermejo; de Presupuesto y Hacienda; de Defensa Nacional; de Transportes; y de Asistencia Social y Salud Pública.
En el ámbito partidario, fue congresal provincial y nacional del Partido Justicialista (PJ) desde 1993, siendo además secretario general del PJ de la provincia de Santa Fe y presidente del mismo.
En 2002 fue acusado de enriquecimiento ilícito durante su rol como presidente de la comisión de Seguimiento de las Privatizaciones. Más tarde fue sobreseído por la justicia federal.
Alejado de la política, en sus últimos años se radicó en Mar del Plata (provincia de Buenos Aires), donde falleció en octubre de 2008, a los 53 años, víctima de un cáncer.